# كهوف الكاتدرائية
تعد كهوف الكاتدرائية واحدة من أطول ثلاثين كهفًا بحريًا في العالم، وتقع على شاطئ وايباتي، على بعد 15 كيلومتر (9.3 ميل) جنوب باباتوي على ساحل كاتلينز في الركن الجنوبي الشرقي من الجزيرة الجنوبية، نيوزيلندا.

## وصف
وتعد إلى جانب شلالات ماكلين واحدة من أكثر مناطق الجذب السياحي شهرة في المنطقة، وهي أعلى شلالات مياه في كاتلينز، وتقع على بعد 4.9 كيلومتر (3.0 ميل) . يتحد نظاما الكهوف الرئيسيان معًا داخل الجرف ويبلغ ارتفاع أحدهما 30 متر (98 قدم). غالبًا ما تظهر طيور البطريق الزرقاء وفقمات الفراء من الظلمة في نهاية الكهف البعيدة.
يتكون الكهف الذي يبلغ طوله 199 مترًا في الحجر الرملي الجوراسي (حوالي 160 مليون سنة) من تيران موريهيكو، على الرغم من أن الكهف نفسه أصغر بكثير، حيث يبلغ عمره من عشرة إلى مئات الآلاف من السنين.
يمكن الوصول إلى الكهوف لمدة ساعتين فقط على جانبي المد المنخفض. يعبر الوصول إلى الكهوف من الطريق تشاسلاندز السريع أرضًا خاصة، مع فرض رسوم مستخدم صغيرة للمساعدة في صيانة الطريق.